# Nazionale femminile di hockey su ghiaccio della Finlandia
La nazionale di hockey su ghiaccio femminile della Finlandia è controllata dalla Federazione di hockey su ghiaccio della Finlandia, la federazione finlandese di hockey su ghiaccio, ed è la selezione che rappresenta la Finlandia nelle competizioni internazionali femminile di questo sport.

## Palmarès

### Olimpiadi invernali
- Bronzo a Nagano 1998
- Bronzo a Vancouver 2010

### Mondiali
- Bronzo a Canada 1990.
- Bronzo a Finlandia 1992.
- Bronzo a Stati Uniti 1994.
- Bronzo a Canada 1997.
- Bronzo a Finlandia 1999.
- Bronzo a Canada 2000.
- Bronzo a Canada 2004.
- Bronzo a Cina 2008.
- Bronzo a Finlandia 2009.
- Bronzo a Svizzera 2011.
- Bronzo a Svezia 2015.
- Bronzo a Stati Uniti 2017.

### Europei
- Oro a Germania Ovest 1989.
- Oro a Cecoslovacchia 1991.
- Oro a Danimarca 1993.
- Oro a Lettonia 1995.
- Bronzo a Russia 1996.